# Charles Michel Potier
Charles Michel Iwanowitsch Potier (russisch (Шарль/Карл Мишель Иванович Потье); * 16. Septemberjul. / 27. September 1785greg. in Frankreich; † 4. Märzjul. / 16. März 1855greg. in Klarowke, Dneprowski-Ujesd, Gouvernement Taurien) war ein französisch-russischer Verkehrsingenieur und Hochschullehrer.

## Leben
Potier absolvierte die Pariser École polytechnique und die École nationale des ponts et chaussées und diente in der französischen Genietruppe. Als Alexander I. plante, in St. Petersburg ein Institut für Verkehrsingenieurwesen zu errichten, empfahl ihm Napoleon I. beim Treffen in Erfurt 1809 die Ingenieure Pierre-Dominique Bazaine, Alexandre Fabre, Maurice Destrem und Potier. Darauf wurden die vier Ingenieure von dem Generalinspekteur des gerade gegründeten Verkehrsingenieurkorps Agustín de Betancourt nach St. Petersburg eingeladen. Im Juli 1810 trat Potier in den russischen Dienst und wurde Kapitan im Verkehrsingenieurkorps. Sogleich wurde er zum Professor für Mathematik am gerade gegründeten Institut des Verkehrsingenieurkorps ernannt. 1811 wurde er zum Major befördert.
Bei Beginn des Französisch-Russischen Krieges 1812 wurde Potier wie die anderen drei französischen Ingenieure nach Jaroslawl, Poschechonje und schließlich Irkutsk verbannt. Nach dem Ende des Krieges wurde Potier 1815 nach St. Petersburg zurückgeholt, wo er weiter am Institut des Verkehrsingenieurkorps lehrte mit Beförderung zum Podpolkownik. Er verfasste Lehrbücher auf Französisch, die Sewastjanow ins Russische übersetzte. Mit Beförderung zum Polkownik wurde Potier im Februar 1818 zum IV. Verkehrswegebezirk versetzt. An Stelle von Maurice Destrem  erforschte er die Verbindung von Donez und Wolga. Im August 1818 wurde er Direktor der 1. Abteilung des IV. Bezirks.
Nach Beförderung zum Generalmajor 1823 wurde Potier Leiter der Kommission für Projekte und Bewertungen. 1824 wurde er in den Verkehrsrat berufen. 1834 wurde er als Generalleutnant Direktor des Instituts des Verkehrsingenieurkorps als Nachfolger von Pierre-Dominique Bazaine. 1836 schied er aus dem Dienst und ließ sich auf seinem Landgut im Dorf Klarowka nieder. Direktor des Instituts des Verkehrsingenieurkorps wurde nun Andrei Danilowitsch Gotman.

## Ehrungen
- Orden des Heiligen Wladimir III. Klasse
- Russischer Orden der Heiligen Anna II. Klasse
- Ehrenlegion[6]